# Экман, Йёста (старший)
Йёста Э́кман-старший (швед. Gösta Ekman den äldre), он же Фра́нс Йёста Ви́ктор Э́кман (швед. Frans Gösta Viktor Ekman; 28 декабря 1890, Стокгольм, Швеция — 12 января 1938, там же) — шведский актёр и режиссёр театра и кино; отец актёра, режиссёра и сценариста Хассе Экмана и дед актёров Йёсты Экмана-младшего и Стефана Экмана и режиссёра Микаэла Экмана. В 1920—1930-х годах Йёста Экман был одним из самых известных актёров в Швеции.

## Биография

### Ранние годы
Йёста Экман родился в Стокгольме 28 декабря 1890 года в семье Франса Экмана и Виктории, урождённой Линдблад; отец его работал бухгалтером, мать — парикмахером. Они жили в районе Эстермальм. Йёста был их единственным ребёнком. Когда ему было пять лет, отец заболел туберкулёзом и вскоре умер. Позднее мать снова вышла замуж и родила ещё троих детей. С 1899 по 1904 год Йёста обучался в школе Хедвиги Элеоноры в Эстермальме. В возрасте тринадцати лет он уже работал посыльным. Затем ушёл из дома и устроился на работу в контору. В это же время Йёста играл в любительском театре и брал уроки актёрского мастерства у Андерса де Валя.

### Карьера
В 1908 году Йёста дебютировал, как профессиональный актёр, сыграв в оперетте «Весёлая вдова» на сцене Оскарстеатерн. В том же году, нанятый театральным агентством Августа Бодена, он играл на гастролях в Хельсинки. С 1908 по 1911 год сотрудничал с театральным агентством Хуго Реннблада. Затем в течение двух лет, по приглашению Хальмара Селандера, играл на сцене Нового театра в Гётеборге. С 1913 по 1925 год, по приглашению Альберта Ранфта, служил в Шведском театре в Стокгольме.
С 1926 по 1930 год, вместе с Джоном Вильгельмом и Паулиной Бруниусами, он руководил Оаскарстеатерном. В начале 1930-х годов сотрудничал с Вазатеатерном, Фольктеатерном и Консертустеатерном, играя в постановках режиссёра Пера Линдберга, таких, как «Чернь» Яльмара Бергмана, «Японская трагедия» Джона Мейсфилда и «Возможный поэт» Рагнара Йозефсона. Роль Филиппа из последней пьесы, мечтательного гардеробщика и поэта, в 1933 году была перенесена им в одноименный фильм и стала одной из самых известных ролей актёра.
В кино Йёста дебютировал в 1911 году, снявшись в фильме «Соблазны Стокгольма» режиссёра Анны Хофман-Уддгрен. Свою первую главную роль — кота Карла Константина Каттрупа, он сыграл в фильме «Кот в сапогах» (1918) режиссёра Джона Вильгельма Бруниуса. В немом кино самыми известными работами актёра стали роли короля Карла XII в «Карле XII» (1925) и доктора Фауста в «Фаусте» (1926). Последний был снят режиссёром Фридрихом Вильгельмом Мурнау в Германии. В 1930-е годы Йёста плодотворно сотрудничал с кинорежиссёром Густавом Моландером. Появление звукового кино способствовало укреплению популярности актёра. Его первой озвученной ролью, стала роль Гуннара Ланнера в фильм «Ради неё» (1930) режиссёра Пауля Мерцбаха. Самыми известными работами Йёсты в кино стали роли профессора-идеалиста Рольфа Сведенхельма в «Сведенхельме» (1935) и скрипача Хольгера Брандта в «Интермеццо» (1936). Режиссёром обеих картин был Густав Муландер.

### Личная жизнь
12 декабря 1914 года в кирхе Энгельберта Йёста Экман сочетался браком с Гретой Сундстрём (1887—1978), дочерью торговца Ханса Фредрика Сундстрёма и Анны Густавы, урождённой Фризе. В сентябре 1915 года у него родился сын Ханс Йёста Экман. В июле 1926 года у актёра родился ещё один сын Ян Микаэл, который умер спустя девять месяцев после своего рождения.

### Смерть и память
Во время работы над ролью Фауста в Берлине кто-то посоветовал ему принимать кокаин, чтобы справиться с нагрузкой и перенапряжением. В результате актёр стал наркоманом-кокаинистом. Он умер в больнице Красного Креста в Стокгольме от уремии и пневмонии в четыре часа утра 12 января 1938 года. Есть мнение, что он отравился лекарственным препаратом. Панихида по нему прошла 18 января в кирхе Хедвиги Элеоноры. В память об актёре по радио была объявлена минута молчания. В похоронной церемонии приняли участие около 100 000 человек. Йёста Экман был похоронен на Северном кладбище в Стокгольме. С 1939 года Профсоюз театральных деятелей Швеции вручает премию имени Йёсты Экмана.
|                                            |  |                                                         |
| Похороны Йёсты Экмана, 18 января 1938 года |  | Могила Йёсты Экмана со скульптурой работы Карла Миллеса |

## Фильмография
| Год       | Фильм | Режиссёр                  | Персонаж                                         |
| --------- | --- | ------------------------- | ------------------------------------------------ |
| 1911      | «Соблазны Стокгольма» (швед. Stockholmsfrestelser)                                                            | Анна Хофман-Уддгрен       | эпизодическая роль                               |
| 1911      | «Только сон» (швед. Blott en dröm)                                                                            | Анна Хофман-Уддгрен       | граф Конрад фон Х.                               |
| 1912      | «Сёстры» (швед. Systrarna)                                                                                    | Анна Хофман-Уддгрен       | детектив                                         |
| 1912      | «Садовник» (швед. Trädgårdsmästaren)                                                                          | Виктор Шёстрём            | сын садовника                                    |
| 1913      | «Неизвестный» (швед. Den okända)                                                                              | Мориц Стиллер             | богатый молодой человек                          |
| 1918      | «Кот в сапогах» (швед. Mästerkatten i stövlar)                                                                | Джон Вильгельм Бруниус    | кот Карл Константин Каттруп                      |
| 1920      | «Тора ван Декен» (швед. Thora van Deken)                                                                      | Джон Вильгельм Бруниус    | пастор Бьерринг                                  |
| 1920      | «Бомба» (швед. Bomben)                                                                                        | Руне Карлстен             | барон Туре аф Эрнефельдт                         |
| 1920      | «Семья Дьюркович» (швед. Gyurkovicsarna)                                                                      | Джон Вильгельм Бруниус    | Геза Дьюркович                                   |
| 1920      | «Семейные традиции» (швед. Familjens traditioner)                                                             | Руне Карлстен             | младший сын Эрнст                                |
| 1921      | «Рождественская песнь в прозе, или Любовь и лотерейные игры» (швед. En hjulsaga eller Kärlek och tombolaspel) | Эрик Вильгельм Ольсон     | Йёста                                            |
| 1921      | «Солдаты удачи» (швед. En lyckoriddare)                                                                       | Джон Вильгельм Бруниус    | Ларс Вивальт                                     |
| 1922      | «Взгляд любви» (швед. Kärlekens ögon)                                                                         | Джон Вильгельм Бруниус    | Генри Уорден                                     |
| 1922      | «Кто судит» (швед. Vem dömer)                                                                                 | Виктор Шёстрём            | сын Бертрам                                      |
| 1924      | «Юный граф ухватился за девушку и цену» (швед. Unge greven ta'r flickan och priset)                           | Руне Карлстен             | граф Ханс Левенстирна                            |
| 1924      | «Курьер Карла XII» (швед. Carl XII:s kurir)                                                                   | Рудольф Антони            | Аксель Рос                                       |
| 1925      | «Вечер Густава III в Стокгольмском замке» (швед. En afton hos Gustaf III på Stockholms slott)                 | Джон Вильгельм Бруниус    | король Густав III                                |
| 1925      | «Карл XII» (швед. Karl XII)                                                                                   | Джон Вильгельм Бруниус    | король Карл XII                                  |
| 1925      | «Карл XII. Заключительная часть» (швед. Karl XII/senare delen)                                                | Джон Вильгельм Бруниус    | король Карл XII                                  |
| 1926      | «Фауст» (нем. Faust)                                                                                          | Фридрих Вильгельм Мурнау  | доктор Фауст                                     |
| 1926      | «Клоун» (швед. Klovnen)                                                                                       | Андрес Вильгельм Сандберг | клоун Джо Хиггинс                                |
| 1927      | «Гарри Перссон — Бад Горман» (швед. Harry Persson — Bud Gorman)                                               |                           | зритель                                          |
| 1927      | «Его английская жена» (швед. Hans engelska fru)                                                               | Густав Муландер           | Айвор Уиллингтон                                 |
| 1927      | «Идеальный джентльмен» (швед. En perfekt gentleman)                                                           | Вильгельм Брюде           | маркиз Роберт де Люни / торговец Жан Кубер       |
| 1928      | «Революционная свадьба» (швед. Ett revolutionsbröllop)                                                        | Андрес Вильгельм Сандберг | Марк Арон                                        |
| 1928      | «Густав Ваза. Часть I» (швед. Gustaf Wasa del I)                                                              | Джон Вильгельм Бруниус    | король Густав I                                  |
| 1928      | «Густав Ваза. Часть II» (швед. Gustaf Wasa del II)                                                            | Джон Вильгельм Бруниус    | король Густав I                                  |
| 1930      | «Ради неё» (швед. För hennes skull)                                                                           | Пауль Мерцбах             | Гуннар Ланнер                                    |
| 1930      | «Сделай мир мне раем» (нем. Mach' mir die Welt zum Paradies)                                                  | Пауль Мерцбах             | Гуннар Ланнер                                    |
| 1931      | «Пёстрый лист» (швед. Brokiga blad)                                                                           | Вальдемар Дальквист       | Зигге Вульф                                      |
| 1933      | «Двое мужчин на вдове» (швед. Två man om en änka)                                                             | Йон Вильгельм Линдлёф     | № 39 кочегар Людвиг Карлссон                     |
| 1933      | «Дорогая семья» (швед. Kära släkten)                                                                          | Густав Муландер           | барон Клас аф Лейонстам                          |
| 1933      | «Возможный поэт» (швед. Kanske en diktare)                                                                    | Лоренс Мармстедт          | гардеробщик в ресторане Филип                    |
| 1934      | «Копенгаген, Калюнборг и - ?» (швед. København, Kalundborg og - ?)                                            | Людвиг Брандструп         | играет себя самого                               |
| 1935      | «Сведенхельмс» (швед. Swedenhielms)                                                                           | Густав Муландер           | профессор Рольф Сведенхельм                      |
| 1935      | «Королевская идилия» (швед. En kunglig idyll)                                                                 | Гуннар Таннефорс          | король Густав III                                |
| 1935      | «Вы помните?» (швед. Minns du?)                                                                               | Кнут Мартин               | эпизод с его участием из фильма «Гюурковиксиана» |
| 1936      | «Желание» (швед. Längtan)                                                                                     | Харальд Муландер          | голос за кадром                                  |
| 1936      | «Королевская воля» (швед. Kungen kommer)                                                                      | Рагнар Хюльтен-Каваллюс   | актёр Леонард Петтерсон / король Карл XV         |
| 1936      | «Юхан Ульфстьерна» (швед. Johan Ulfstjerna)                                                                   | Густав Эдгрен             | глава бюро и лотерейного совета Юхан Ульфстьерна |
| 1936      | «Интермеццо» (швед. Intermezzo)                                                                               | Густав Муландер           | скрипач Хольгер Брандт                           |
| 1937      | «Хакснаттен» (швед. Häxnatten)                                                                                | Шамюль Бауман             | лектор Арне Маркелл                              |
| 1937      | «Среди островков и скал» (швед. Bland kobbar och skär)                                                        | Артур Экстрём             |                                                  |
| 1938      | «Памяти Йёсты Экмана» (швед. Gösta Ekmans minne)                                                              |                           |                                                  |
| 1940      | «Ещё раз Йёста Экман» (швед. Än en gång Gösta Ekman)                                                          | Шамюль Бауман             | адвокат Хеллерт                                  |
| Источник: | |                           |                                                  |